# Албинии
Албиниите (на латински: gens Albinia) са плебейска фамилия от Древен Рим.
Известни от фамилията:
- Гай Албиний, баща на трибуна от 494 пр.н.е.[1]
- Луций Албиний Патеркул, народен трибун през 494 пр.н.е.[2]
- Луций Албиний, помага на свещениците и весталките преди галите да нападнат Рим през 390 пр.н.е. [3]
- Марк Албиний, консулски военен трибун 379 пр.н.е. [4][5][6]